# Tortula propagulata
Tortula propagulata là một loài rêu trong họ Pottiaceae. Loài này được Lazarenko mô tả khoa học đầu tiên năm 1946.
Danh pháp khoa học của loài này chưa được làm sáng tỏ. 